# Bad Friedrichshall
Bad Friedrichshall (phát âm tiếng Đức: [baːt ˈfʁiːdʁɪçsˌhal, baːt ˌfʁiːdʁɪçsˈhal] ⓘ) là một thị trấn nhỏ với 19.504 cư dân. Nó nằm ở huyện Heilbronn, Baden-Württemberg, Đức.